# Öringabborre
Öringabborre (Micropterus salmoides) är en stor art i familjen solabborrfiskar (Centrarchidae). Den når en längd av nästan en meter och en vikt upp till 10,1 kg. Djuret livnär sig huvudsakligen av mindre fiskar samt kräft- och groddjur. Äldre exemplar äter även mindre vattenfåglar, däggdjur och babyalligatorer.

## Kännetecken
Öringabborres kropp är avplattad från sidorna. Huvudet upptar mer än ¼ av hela kroppen. Ryggfenan är delad i två segment och den främre delen är mindre än den bakre. Unga fiskar är olivgröna med mörkare rygg, ljusare sidor och vitaktig buk. På varje sida finns dessutom ett längsgående oregelbundet mörkt band. Äldre individer är enfärgat grågröna eller mörkt olivgröna.

## Utbredning och habitat
Artens ursprungliga levnadsområde ligger i östra Nordamerika. Regionen sträcker sig från Stora sjöarna, Saint Lawrencefloden, Hudson Bay och Mississippifloden till vattendrag i Texas, Mexiko och Florida. Djuret vistas även i bräckt vatten. Arten har införts i flera andra regioner som matfisk. Till exempel introducerades den 1883 i Europa där den nu lever i olika insjöar.

## Fortplantning
Mellan mars och juli gräver hanen en grund grop i vattendragets botten, som honan lägger omkring 3 000 (i undantagsfall upp till 6 000) ägg i. När äggen ligger i gropen bevakas de av hanen.